# Janay Deloach
Cynithia »Janay« DeLoach Soukup, ameriška atletinja, * 12. oktober 1985, Panama City, Florida, ZDA.
Nastopila je na poletnih olimpijskih igrah v letih 2012 in 2016, leta 2012 je dosegla uspeh kariere z osvojitvijo bronaste medalje v skoku v daljino. Na svetovnih dvoranskih prvenstvih je leta 2012 osvojila srebrno medaljo.